# کولانت سینگ (ورزشکار)
کولانت سینگ (انگلیسی: Kulwant Singh؛ زادهٔ ۱۸ دسامبر ۱۹۴۸) بازیکن هاکی روی چمن اهل هند است.